# Моргенштерн
Моргенште́рн (Morgenshtern; полное имя — Алише́р Таги́рович Моргенште́рн; род. 17 февраля 1998, Уфа) — российский рэп-, поп и рок-исполнитель, музыкант, шоумен.
Первую известность получил в 2017 году благодаря пародиям на популярных музыкальных исполнителей того времени, которые публиковал на YouTube. В 2018 году он отказался от данного формата и начал выпускать только авторские музыкальные релизы, построив свою дальнейшую карьеру исключительно на них. Творчеству исполнителя предшествуют различные пиар-акции, а его образ, перформансы и различные действия не раз становились объектом внимания СМИ, государственных деятелей и других.
Помимо своей музыкальной деятельности Моргенштерн является сооснователем ресторанов «Kaif Provenance» и «Kaif Burger» (также совладельцем этого заведения), а также основателем интернет-СМИ в Telegram «Не Моргенштерн».

## Биография

### 1998—2016: Ранние годы
Родился 17 февраля 1998 года в Уфе. По сообщениям MTV, по национальности — «наполовину русский, наполовину — башкир». Мать занимается цветочным бизнесом. В интервью для программы «В гостях у Дмитрия Гордона» Алишер говорил, что его мать еврейка, ранее он упоминал об этом в своём треке «Я пыль» из альбома «Легендарная пыль». В интервью для шоу «Вписка» уточнил, что его дедушка по маме, чью фамилию он носит, польский еврей. В том же интервью Алишер рассказал, что его отец был мусульманином. Родители развелись, а когда Алишеру исполнилось 11 лет, его отец ушёл из жизни из-за цирроза печени в связи с сильным алкоголизмом.
Начал увлекаться рэпом в школьные годы, в то время в его плеере играли Гуф и АК-47. Когда ему исполнилось 16 лет, работал на автомойке, мыл окна, раздавал рекламные листовки на улице, пробовал себя в роли курьера и был уличным музыкантом.
С детства проявлял интерес к музыке. В подростковом возрасте катался со своими друзьями на скейтбордах, снимая это на видео, они себя называли «Others Crew». Самый первый клип под названием «Выше облаков» был снят в 2010 году.
Некоторое время учился в Башкирском государственном педагогическом университете, впоследствии был исключён после того, как на практике в школе предложил ученице заняться сексом в туалете и записал это на видео. В руководстве вуза его открыто называли «уродом», а его творчество — «дерьмом». Был лидером рок-группы под названием «ММД Crew» («Моя мама девственница Crew»), записывал треки под псевдонимами MamaVirgin и 1st July. Также играл в группе Void, исполнявшей индастриал-метал, хэви-метал, панк-рок и хард-рок в духе White Zombie, Dope, Misfits, AC/DC, Megadeth, Guns N’ Roses, Ramones и Marilyn Manson. С его участием есть синглы «Turning Black», «Illusion» и «Drink Till You Die» с клипом на эту песню.
В 2016 году работал с рэп-исполнителем Face, делая постпродакшн для его клипов на треки «Гоша Рубчинский» и «Megan Fox».

### 2017—2018: Начало карьеры, дебютный мини-альбомHate Me
В 2017 году поступил в Уфимский государственный авиационный технический университет по специальности информатика, но вскоре был отчислен. Чтобы навсегда отрезать себе путь к обычной офисной работе, Моргенштерн набил себе на лицо татуировку в виде числа «666»: «Я просто сидел и думал: „Если до утра ничего умнее трёх шестёрок не придумаю, их и набью“».
Первую известность получил благодаря пародийным видеороликам в рамках собственного проекта «ИзиРеп» на YouTube.
4 января 2018 года выпустил дисс на Юрия Хованского, где вызвал его на рэп-баттл в рамках площадки Versus Battle. Хованский сначала отказался от поединка, аргументируя свою позицию тем, что Моргенштерн «не его уровня хайпа», однако позже изменил своё решение, попросив гонорар в виде двух миллионов рублей. Моргенштерн ответил, что рэп-баттлы за деньги ему неинтересны.
17 февраля 2018 года выпустил дебютный мини-альбом Hate Me, а также видеоклип на треки «Дикий» и «Insomnia». 26 августа 2018 года выпустил видео с рекламной интеграцией и чёрным экраном более чем на половину ролика, получив за него, по своим словам, полмиллиона рублей, после чего на видео сжёг сто тысяч рублей. 2 сентября 2018 года выпустил трек и видеоклип «Вот так»; композиция по состоянию на 4 сентября 2018 года входила в восьмёрку популярнейших музыкальных композиций социальной сети «ВКонтакте».
4 октября 2018 года скрыл все видео на своём канале, а 12 октября выпустил альбом «До того как стал известен», который состоял исключительно из треков, выпущенных ещё до популярности Моргенштерна. Впоследствии в социальных сетях начали ходить догадки о том, что это не тот альбом, который должен был выйти на самом деле, и все ждали совершенно другого материала. В первый день альбом побил рекорд по репостам в социальной сети «ВКонтакте», собрав 50 тысяч репостов за сутки и побив предыдущий рекорд, который принадлежал рэперу Лизеру. Позже на канале был выпущен ролик, в котором Моргенштерн признался в том, что всё это время он якобы являлся коммерческим проектом, целью которого было зарабатывание денег и продвижение творчества. В доказательство Алишер пригласил якобы своего продюсера, который подтвердил его слова. Через 4 дня вышел ролик, в котором Моргенштерн опровергает все свои слова о том, что он является проектом; говорит о том, что заканчивает с видеоблогингом и начинает серьёзно заниматься музыкой, а также срезает свои дреды и набивает новую татуировку с оружием «моргенштерн». 17 ноября 2018 года был выпущен клип на композицию «Уфф… Деньги…», в котором, по словам Моргенштерна, он окончательно хоронит свой старый образ и впервые появляется без своих дредлоков.

### 2019: «Улыбнись, дурак!» и рост популярности
1 января 2019 года вышел альбом «Улыбнись, дурак!». В альбоме приняли участие исполнители 4Teen и ЛСП, а также видеоблогер Дмитрий Ларин. Песня «Зеленоглазые деффки!», записанная совместно с ЛСП, попала в топ-30 мирового рейтинга сайта Genius, а также в топ-10 музыкального чарта «ВКонтакте».
17 февраля 2019 года удалил все видео на своём канале, выпустив «Последний клип», в котором объявил о том, что деятельность на платформе YouTube более не приносит ему удовольствия. Он намеревался удалить свой канал, отправившись на поиски нового дела, от которого у него «загорятся глаза так же сильно, как когда-то загорелись от ютуба». Был запущен стрим с таймером обратного отсчёта. Также в этот день Моргенштерн пришёл гостем на «Ларин шоу лайв», проведя совместный благотворительный стрим с Дмитрием Лариным. Блогеры собрали почти 62 тысячи рублей на помощь бездомным животным.
20 февраля 2019 года вышел выпуск ютуб-шоу «Шоу без названия» с участием Дмитрия Ларина и Моргенштерна, куда последний пришёл попрощаться с ютубом и поотвечать на вопросы ведущих и зрителей. 21 февраля 2019 года на своём канале провёл прямую трансляцию, в которой объявил о том, что в результате четырёхдневного обдумывания после запуска таймера обратного отсчёта передумал удалять канал и попросил у зрителей прощения.
28 февраля 2019 года сообщил в своём официальном сообществе «ВКонтакте», что почти все видео на его канале были восстановлены: «Не удалось вернуть пару клипов, изирепов и разговорок, галочку забрали, но в целом всё ок» и анонсировал новый видеоролик про концертный тур.
30 августа 2019 года Моргенштерн выпустил трек и клип под названием «Новый мерин». К концу года клип набрал более 28 миллионов просмотров.
1 ноября 2019 года вышел сингл «Грустная песня» Thrill Pill при участии Егора Крида и Моргенштерна.
15 ноября 2019 года вышел совместный сингл с Клавой Кокой «Мне пох». 3 декабря вышел музыкальный клип на песню.
20 декабря 2019 года выпустил сингл и клип под названием «Yung Hefner», в котором сообщил о намерениях записать в январе альбом в прямом эфире за неделю.

### 2020: «Легендарная пыль»
17 января 2020 года был выпущен альбом под названием «Легендарная пыль», сумевший собрать 21 миллион прослушиваний «ВКонтакте» за первые двое суток.
31 января 2020 года посетил шоу «Вечерний Ургант», где вместе с Иваном Ургантом и Slava Marlow записал рэп-трек.
8 марта 2020 года вышел сингл с клипом под названием «Малышка» совместно с Шарлотом.
30 апреля 2020 года провёл онлайн-концерт на платформе от МТС, в котором перепел несколько своих хитов в стиле рок.
5 июня 2020 года вышел сингл и клип под названием «Пососи». Музыкальное видео собрало более 2,5 миллиона дизлайков, став самым задизлайканным видео на YouTube в России.
8 июня 2020 года в сеть была слита песня «Cadillac» совместно с Элджеем, попавшая в этот же день на первое место в чарте Genius. В полночь с 8 на 9 июня сингл был выпущен официально. Видеоклип вышел на YouTube 9 июля 2020 года. 17 июля 2020 года вышли ремиксы песни.
25 июня 2020 года российская версия журнала Forbes опубликовала список «40 самых успешных звёзд России до 40 лет» за 2020 год, в котором Алишер Моргенштерн занял 21 строку с общим доходом за 2019 год 1,5 миллиона долларов.
1 июля 2020 года был опубликован сниппет нового трека «Ice», официальный релиз состоялся 31 июля 2020 года. Интерес публики к выходу сингла Моргенштерн подогревал видеообращениями к неназванному артисту, с которым должна была быть совместная песня. В самих видеообращениях Алишер говорил о том, что исполнитель игнорирует его на протяжении двух недель, и в случае, если он не отзовётся в течение суток, Алишер выпустит трек без указания авторства второго исполнителя.
4 сентября 2020 года вышел сингл «Lollipop» совместно с Элджеем с семплом песни «Песенка» группы «Руки вверх!», являющийся уже второй совместной работой артистов. Чуть позже, в этот же день, был выпущен музыкальный видеоклип в стиле диско.
8 сентября 2020 года посетил двенадцатую ежегодную звёздную премию «Topical Style Awards 2020», где удостоился премии «Женщина года». «Последние несколько месяцев я сидел и думал, а что же дальше? Я уже стал самым популярным, прослушиваемым и обсуждаемым артистом 2020, и эта награда — глоток свежего воздуха для меня», прокомментировал награду Моргенштерн у себя в Instagram.
В 2020 году Моргенштерн дал интервью интернет-шоу «вДудь», опубликованному 3 ноября 2020 года.
13 ноября 2020 года Моргенштерн выпустил песню «Watafuk?!», записанную совместно с американским рэпером Lil Pump. Спустя день после выхода песни, анимированное видео, выпущенное на официальном YouTube-канале Моргенштерна, набрало пять миллионов просмотров и возглавило тренды российского сегмента YouTube.
28 ноября 2020 года выпустил песню «Клип за 10 лямов» вместе с видеоклипом, являющимся рекламным роликом. Музыкальное видео было снято для «Альфа-банка», по словам Алишера, за десять миллионов рублей, три из которых были разыграны позже. Месяцем позже, 28 декабря 2020 года, вышел сингл под названием «Cristal & Моёт». Вместе с синглом был опубликован клип, в котором Моргенштерн подвёл итоги 2020 года.

### 2021:Million Dollar: HapinessиMillion Dollar: Business
15 марта 2021 года стало известно о том, что рэпер был назначен на должность директора по работе с молодёжью в «Альфа-банке». После появления информации о том, что в отношении рэпера возбудили административное дело за пропаганду наркотиков, представители компании сообщили, что новость была рекламным ходом и музыкант не является сотрудником банка.
2 апреля 2021 года выпустил совместный с DJ Smash сингл и видеоклип «Новая волна», в котором снялась исполнительница оригинальной и новой версии песни певица Людмила Соколова.
28 апреля 2021 года состоялся выход хоррор-альманаха «Кошмары музыкантов», в котором Моргенштерн снялся в одном из эпизодов.
4—5 мая 2021 года в сети стала распространяться информация о том, что Моргенштерна якобы забрали в армию. 7 мая 2021 года вышел сингл и музыкальное видео «Дуло» с рекламой компьютерной игры War Thunder.
17 мая 2021 года на канале исполнителя появился видеоклип «Show». 21 мая 2021 года вышел альбом Million Dollar: Happiness, в котором трек появился как вступление. Уже через неделю, 28 мая 2021 года, был выпущен ещё один альбом — Million Dollar: Business.
15 июля 2021 года стриминговый сервис Spotify назвал Моргенштерна самым прослушиваемым исполнителем из России за год существования сервиса на территории РФ.
31 августа 2021 года, в день свадьбы Моргенштерна, на YouTube-канале украинского журналиста Дмитрия Гордона вышло двухчасовое интервью с Алишером, записанное в июне в Турции.
19 ноября 2021 года Следственный комитет Российской Федерации начал проверку в отношении Алишера на пропаганду наркотиков из-за клипа на песню «Pablo». По версии следствия, в контенте, размещённом в 2013—2021 годах, могут содержаться призывы, склоняющие к употреблению наркотиков.
23 ноября 2021 года председатель Следственного комитета Александр Бастрыкин заявил, что рэпер Моргенштерн «по сути дела торгует наркотиками в социальных сетях». Вскоре после этого Моргенштерн покинул Россию и перебрался в Дубай, а все его ранее запланированные концерты в стране были отменены. Об отъезде из России и проверке от Следственного комитета Алишер записал песню «Домой», выпущенную 10 декабря 2021 года.
В декабре 2021 года член Общественной палаты Екатерина Мизулина заявила, что музыкант получает финансирование из-за рубежа в обмен на то, что использует определённые темы в своих песнях. По словам политика, эту информацию она получила из СМИ, но каких именно, она не уточнила.

### 2022:Last One
14 января 2022 года выпустил сингл и видеоклип «Почему?», второй релиз исполнителя после эмиграции из России после обвинений председателя Следственного комитета России.
14 марта 2022 года выпустил сингл и видеоклип «12». Первый трек Моргенштерна в новом образе, приуроченный ко дню рождения его младшего брата Эмира. Ранее он появлялся в ските у Алишера на его альбоме «Улыбнись, дурак!», для которого он также нарисовал обложку. В песне Алишер затрагивает тему Вторжения России на Украину тем, что добавил фрагмент из интервью Дмитрия Гордона телеканалу «Дождь», а также слова матери продюсера сингла. Также в сингле рэпер оставил отсылку на песню «То густо, то пусто» исполнителей Schokk и Oxxxymiron. Изначально песня вышла в его личном Telegram-канале, а позднее выпущена на цифровых площадках. В первый день выхода сингла, он занял первое место в мировом чарте Genius.
8 апреля 2022 года рэпер выпустил сингл «Селяви», приуроченный к расставанию с его женой Диларой Зинатуллиной.
26 апреля 2022 года выпустил сингл «Номер», посвящённый возвращению Алишера к беспорядочным половым связям после расставания с Диларой.
В июне 2022 года анонсировал последний альбом на русском языке под названием Last One. Среди гостей альбома отметились The Limba, ЛСП, Элджей и Entype. «А потом я, как Ваня Face, пойду на английском писать», прокомментировал анонс альбома музыкант. 21 октября вышел шестой студийный альбом на лейбле Bugatti Music.
24 июня 2022 года выпустил сингл «Известным» совместно с The Limba.
8 июля 2022 года вышел сингл и видеоклип «Daleko», спродюсированный лондонским музыкальным продюсером Aarne и вошедший в его дебютный студийный альбом AA Language.
22 июля 2022 года вышел сингл «5:00 AM» совместно с ЛСП.
3 августа 2022 года вышел сингл «Сколько стоит любовь» совместно с The Limba, Niletto и Boombl4, записанный в прямом эфире на Twitch.
31 августа 2022 года вышел новый выпуск Насти Ивлеевой «Агент-шоу», в котором была продемонстрирована новая песня Моргенштерна и Vacio, после чего Алишер «кинул страйк» и видеоролик был заблокирован YouTube за нарушение авторских прав. «Морген, для тебя это был подарок, который ты не захотел принять. Вы вместе подвели огромное количество людей. Vacio, начинать свой творческий путь с такого отношения к зрителям и коллегам не очень круто», прокомментировала Ивлеева блокировку видео. 1 сентября 2022 года сингл вышел на цифровых площадках.
9 сентября 2022 года вышел сингл «Bugatti» совместно с Arut, за который приглашённый исполнитель, по утверждением обоих, заплатил Алишеру миллион долларов. 24 сентября вышел музыкальный видеоклип, срежиссированный Александром Романовым.
11 ноября 2022 года вышел дисс на Oxxxymiron под названием «Я убил Марка». Это стало ответом на ранее выпущенный Мироном дисс на Алишера под названием «Bassline Business». Дисс Моргенштерна отсылает к студийному альбому Oxxxymiron «Горгород», в конце которого по сюжету главный герой Марк погибает, а имя убийцы остаётся в тайне, а также к синглу Мирона «Кто убил Марка?». В ходе конфликта Моргенштерн вызвал Оксимирона на Versus Battle, несмотря на то, что проект был закрыт уже долгое время. Хотя возможное проведение баттла было затруднено тем, что они оба были признаны иноагентами и находились за пределами России, основатель «Версуса» Ресторатор, который и сам уехал из России, считал возможным проведение баттла в Турции, но в конечном итоге баттл так и не состоялся.
18 ноября 2022 года вышел сингл и видеоклип «Double Cup» совместно с блогером-пародистом Satyr, выступающего в песне в роли российского и испанского рэпера Kizaru.

### 2023: Синглы, «Чёрный русский»
14 февраля 2023 года вышел сингл и видеоклип «Грустно» совместно с Magic Man.
8 марта 2023 года вышел сингл, а 14 марта видеоклип под названием «Ne Prada» совместно с Arut и Элджеем. «Романтичная композиция к женскому дню от трёх разведёнок», пишет Алишер о треке.
19 мая 2023 года вышел сингл и видеоклип «Пойдёт».
21 июля 2023 года вышел сингл, а 11 августа видеоклип под названием «If I Ever» совместно с Onative и Rich the Kid. 21 августа Моргенштерн выпустил видеоролик под названием «Горький опыт работы с Америкой и провал фита. А ещё у нас кое-что украли…», где заявил о на неудачном опыте работы с американскими артистами, а также о том, что Rich The Kid украл у них поддельную одежду.
8 сентября 2023 года вышел сингл и видеоклип «Чёрный русский», снятый в Узбекистане. В треке Моргенштерн впервые попробовал себя в жанре русского шансона, клип был снят в «образе русских бандитов». Песня и видеоклип стали вирусными, набрав за две недели более 13 миллионов просмотров на YouTube, став самым успешным релизом Моргенштерна за год.
13 октября 2023 года вышел сингл и видеоклип «Считалочка» совместно с Entype и Onative. В песне Моргенштерн ответил на песню Scally Milano «Я не хочу жить в Дубае».
20 марта 2024 года провёл совместный стрим с Mellstroy на платформе Kick. Стрим смотрело одновременно 720 тысяч человек, что побило прошлый рекорд по онлайну стримера Некоглая, став самым просматриваемым онлайн-эфиром в России.

## Личная жизнь

### Отношения
С 2017 года встречался с Диларой Зинатуллиной, однако пара разошлась в октябре 2019 года после предложения Алишера сделать отношения открытыми. Летом 2020 года сошлись вновь и 31 августа 2021 года поженились в Москве. Предложение Моргенштерн сделал в июле во время съёмок клипа «Nominalo», на что Зинатуллина ответила «да». 8 апреля 2022 года вышел сингл «Селяви», где Моргенштерн намекал на развод с Зинатуллиной. 9 апреля Зинатуллина опубликовала видеоролик на YouTube, где сообщила о расставании с Моргенштерном.
В мае 2023 года у Моргенштерна начался роман с украинской актрисой и моделью Елизаветой Василенко. В августе рэп исполнитель подтвердил факт отношений на своём ютуб-канале.

### Лечение от алкоголизма
В 2022 году Моргенштерн заявлял о проблемах с алкоголизмом и жаловался на бессонницу, которую он преодолевал с помощью алкоголя. Он заявил о желании лечь в клинику для лечения от алкоголизма. В начале 2025 года Моргенштерн сделал это.

### Проблемы с психическим состоянием
Моргенштерну было[когда?] диагностировано биполярное расстройство I типа и клиническая депрессия.

### Татуировки
В феврале 2025 года Моргенштерн свёл с лица все сделанные татуировки.

## Бизнес и собственное медиа

### Kaif Provenance
В 2020 году стало известно о намерениях Моргенштерна открыть ресторан в Москве. 25 июня 2020 года Алишер Моргенштерн и Эдуард Попов, более известный как автоблогер под псевдонимом «Янис Грек» и один из участников YouTube-канала «Команда А», зарегистрировали ООО «Кайф», а 26 октября 2020 года на последнем этаже офисного здания на Большой Дмитровке открылся ресторан «Kaif Provenance». 25 ноября 2021 года заведение было временно закрыто из-за отсутствия лицензии на продажу алкоголя при его наличии в меню.
9 ноября 2022 года стало известно, что Моргенштерн вышел из состава акционеров ресторана Kaif Provenance, передав свою долю активов другому совладельцу заведения Эдуарду Попову, более известному под псевдонимом Янис Грек.

### Kaif Burger
26 сентября 2021 года Моргенштерн открыл бургерную «Kaif Burger» на Никольской улице в Москве.

### «Не Моргенштерн»
10 января 2022 года заявил об открытии нового медиа: зачистив посты в своём телеграм-канале, переименовал его в «Не Моргенштерн» и поставил аватарку с красным вопросительным знаком на белом фоне, пародирующую символику Навального. В стартовом посте Моргенштерн пообещал независимое свободолюбивое издание. За неделю существования нового СМИ его аудитория выросла с 370 до 900 тысяч человек на фоне способствования аудитории через раздачу денег. Развлекательный контент издания ничем не отличался от подростковых пабликов.

### «Рифмы и Морген»
27 марта 2024 года Моргенштерн обвинил администрацию паблика «Рифмы и панчи» в дезинформации и нацизме после постов с просьбой не ездить с таксистами из Таджикистана, сделанных после теракта в «Крокус Сити Холле». На следующий день он создал своё сатирическое СМИ «Рифмы и Морген», которое копировало посты из оригинального паблика.

## Скандалы

### Нарушения в рекламе «Альфа-банка»
20 февраля 2021 года Федеральная антимонопольная служба возбудила производство по признакам нарушения законодательства Российской Федерации о рекламе в связи с обращениями граждан с претензиями к рекламе карты АО «Альфа-банк», распространяемой с ноября 2020 года на YouTube-канале Моргенштерна в форме клипа под названием «Клип за 10 лямов». По мнению ФАС, в ролике содержались нарушения в части употребления алкоголя, рекламы финансовых услуг, обращения к несовершеннолетним, использования некорректных утверждений, непристойных и оскорбительных образов. 23 апреля 2021 года ФАС выдала АО «Альфа-Банк» и ИП Моргенштерну А. Т. предписания о прекращении нарушения Федерального закона «О рекламе» и передала материалы дела уполномоченному должностному лицу ФАС России для возбуждения дела об административном правонарушении, предусмотренном статьёй 14.3 Кодекса РФ об административных правонарушениях.

### Дела о пропаганде наркотиков
В апреле 2021 года в отношении Моргенштерна было заведено административное дело за пропаганду наркотиков. 3 июня 2021 года Зюзинский районный суд города Москвы постановил признать индивидуального предпринимателя Моргенштерна А. Т. виновным в совершении административного правонарушения, предусмотренного ч. 1.1 ст. 6.13 Кодекса РФ об административных правонарушениях (пропаганде запрещённых веществ в клипах «Розовое вино 2» и «Family») и назначить административное наказание в виде административного штрафа в размере 100 тысяч рублей. Моргенштерн подал жалобу на постановление об административном правонарушении.
Позднее было заведено ещё одно дело об административном правонарушении ещё по четырём песням: «Smoke», «Виски на завтрак», «Красное вино фристайл» и «Я курю траву». Как сообщил адвокат Сергей Жорин 13 июля 2021 года, полиция прекратила расследование, так как не нашла в действиях рэпера состава правонарушения.
20 мая 2022 года Моргенштерн был оштрафован на 100 тысяч рублей за пропаганду наркотиков в виде татуировки. Моргенштерн на суде не появился.

### Запрет на въезд на территорию Украины и иск к СБУ
По представлению Службы безопасности Украины от 22 апреля 2021 года № 5/1/1-4405 Министерство культуры и информационной политики Украины приказом от 28 апреля 2021 года № 297 включило Моргенштерна в «Перечень лиц, создающих угрозу национальной безопасности Украины». Согласно СБУ, Моргенштерн среди прочего «во время своих выступлений пропагандирует культ насилия и жестокости, распространение и употребление наркотических средств и психотропных веществ, что создаёт предпосылки для конфликтных ситуаций по отношению к организаторам и участникам концерта при его участии».
Моргенштерн подал иск на СБУ в Окружной административный суд города Киева. 22 июня 2021 года суд оставил без движения указанный иск и установил срок для устранения недостатков. 30 июня 2021 года суд открыл производство по административному делу по правилам упрощённого искового производства без уведомления участников дела.

### Инцидент на премии Муз-ТВ
В июне 2021 года на премии Муз-ТВ Моргенштерн устроил скандал, протестуя против награждения Александра Реввы как «Лучшего исполнителя». Он поднялся на сцену и потребовал пересчёта голосов. Дмитрий Нагиев напомнил о серьёзности церемонии, а Ксения Собчак предложила Моргенштерну сдать тест на наркотики. Позже рэпер в Instagram заявил, что истинная победа — не в наградах, а в запоминающемся выступлении.

### Объявление «иностранным агентом» в России
6 мая 2022 года Минюст России внёс Моргенштерна в список физических лиц — «иностранных агентов». Адвокат Моргенштерна сообщил о том, что тот не согласен с данным решением, и оно будет обжаловано. 23 мая того же года Моргенштерн обратился в суд с заявлением об отмене решения о внесении его в реестр. По словам его юриста, Моргенштерн занимался исключительно зрелищно-развлекательной деятельностью, которая носит творческий характер, и никогда не являлся членом какой-либо политической партии. Позже его заявление было отклонено.
В 2023 году Савёловский суд г. Москвы дважды штрафовал Моргенштерна за нарушение законодательства об иностранных агентах. В июне ему был назначен штраф в размере 40 000 рублей из-за отсутствия маркировки иностранного агента в публикациях в соцсетях, а в ноябре — такой же штраф за непредоставление отчёта о деятельности и финансировании иноагента. В марте 2024 года в Савёловский суд г. Москвы поступили ещё три административных протокола на Моргенштерна — все они были связаны с неправильной маркировкой рекламных постов в Telegram-канале исполнителя. В июле 2024 года Моргенштерн был оштрафован в четвёртый раз за отсутствие маркировки.

### Уголовное дело
8 сентября 2024 года Савёловским межрайонным следственным отделом следственного управления по Северному административному округу ГСУ СК России по городу Москве было возбуждено уголовное дело в отношении Алишера Моргенштерна. Он подозревался в совершении преступления, предусмотренного ч. 2 ст. 330.1 УК РФ (уклонение от исполнения обязанностей, предусмотренных законодательством Российской Федерации об иностранных агентах). По версии следствия, не позднее 21 марта 2024 года Моргенштерн, включённый в реестр иностранных агентов, в одном из мессенджеров и видеохостинге осуществил распространение материалов без указания на то, что они созданы или распространены иностранным агентом.

### Конфликт с бывшим менеджером
В апреле 2024 года Моргенштерн анонсировал стрим, в который приглашал своего менеджера Артёма Клюшина обсудить их совместную деятельность, однако Клюшин проигнорировал артиста. В итоге Моргенштерн вышел в эфир один. Он обвинял менеджера в фактической краже имущества и в том, что отъезд из России являлся намеренно спланированной работой Клюшина. Моргенштерн заявил, что когда российские войска вторглись на территорию Украины в 2022 году, именно Клюшин советовал ему поставить символ вторжения «Z», а также уговаривал отказаться от релиза трека антивоенной направленности. Ранее, в совместном интервью 2020 года, журналист Юрий Дудь назвал Клюшина «интернет-телохранителем Кремля», однако Моргенштерн тогда не придал значения этим словам, хотя и понимал, что Клюшин ранее работал в различных проправительственных организациях.

## Дискография

### Студийные альбомы
- «До того как стал известен» (2018)
- «Улыбнись, дурак!» (2019)
- «Легендарная пыль» (2020)
- Million Dollar: Happiness (2021)
- Million Dollar: Business (2021)
- Last One (2022)

## Фильмография
| Год  |   | Название           | Роль     |
| ---- | - | ------------------ | -------- |
| 2019 | с | Последний рейв     | Сам себя |
| 2021 | с | Кошмары музыкантов | Сам себя |

## Награды и номинации
| Год  | Премия                    | Кандидат/работа          | Категория                     | Результат | Прим.           |
| ---- | ------------------------- | ------------------------ | ----------------------------- | --------- | --------------- |
| 2020 | Forbes «З0 до 30»         | Моргенштерн              | Музыка                        | Победа    | [ 183 ]         |
| 2020 | Topical Style Awards 2020 | Моргенштерн              | Женщина года                  | Победа    | [ 57 ]          |
| 2020 | MTV Europe Music Awards   | Моргенштерн              | Лучший российский исполнитель | Номинация | [ 184 ]         |
| 2020 | GQ Человек года 2020      | Моргенштерн              | Музыкант года                 | Победа    | [ 185 ] [ 186 ] |
| 2021 | Муз-ТВ                    | «El Problema»            | Лучшее видео                  | Победа    | [ 187 ]         |
| 2021 | Муз-ТВ                    | Моргенштерн              | Лучший исполнитель            | Номинация | [ 187 ]         |
| 2021 | Муз-ТВ                    | «Cadillac»               | Лучшая коллаборация           | Номинация | [ 187 ]         |
| 2021 | Муз-ТВ                    | «Cadillac»               | Лучшая песня                  | Номинация | [ 187 ]         |
| 2021 | ВКонтакте                 | Моргенштерн              | Артист года                   | Победа    | [ 188 ]         |
| 2021 | ВКонтакте                 | Million Dollar: Business | Альбом года                   | Победа    | [ 188 ]         |

### Рейтинги
| Год  | Издание       | Рейтинг                                  | Место | Прим.   |
| ---- | ------------- | ---------------------------------------- | ----- | ------- |
| 2020 | ВКонтакте     | Топ-10 артистов                          | 1     | [ 189 ] |
| 2020 | Spotify       | Топ-5 исполнителей                       | 2     | [ 190 ] |
| 2020 | Forbes Россия | 40 самых успешных звёзд России до 40 лет | 21    | [ 191 ] |
| 2021 | Forbes Россия | 50 самых успешных звёзд России           | 2     | [ 192 ] |
| 2021 | Spotify       | Топ-5 исполнителей России                | 1     | [ 193 ] |

## Благотворительность
В июне 2021 года музыкант пожертвовал 10 миллионов рублей ребёнку, больному спинально-мышечной атрофией, на препарат Золгенсма, а также призвал своих коллег и подписчиков присоединиться к сбору средств. 14 сентября 2021 года была собрана окончательная сумма в размере 168 миллионов рублей. Незадолго до окончания сбора Алишер рассказал, что начал сбор из-за дошедшей до него информации о том, что, по его словам, ему могли подбросить наркотики.
В марте 2024 года после теракта в «Крокус Сити Холле» пожертвовал более четырёх миллионов рублей семьям пострадавших, 5,9 миллиона рублей врачам, спасавших людей, и по одному миллиону рублей подросткам Исламу Халилову и Артёму Донскову, помогавшим людям выбраться из концертного зала.

## Общественная позиция
В начале карьеры поддерживал Алексея Навального, посвятив ему песню «Навальный Лёха», однако после личной встречи в апреле 2019 года разочаровался в нём.
В 2020 году в интервью Юрию Дудю заявил о своих аполитичных взглядах. В 2021 году в интервью Дмитрию Гордону заявил, что он «как шоумен» уважает Путина.
В 2022 году осудил вторжение России на Украину, написав в Instagram «Товарищи солдаты, а в чём прикол идти умирать по приказу больших дядек?», выпустил антивоенную песню и клип «12».
Внесён в список российских музыкантов, чьи выступления запрещены в России из-за антивоенной позиции.
В августе 2023 года заявил, что сильно соскучился по России и Башкортостану и вернулся бы при наличии возможности, ведь мириться со встреченным в США не может. Заявил о максимальном разочаровании в западной культуре и людях, а также в работе с американскими музыкантами из-за «чистого капитализма и отсутствия человечности».

## Оценки
В российской прессе высказывались полярные оценки деятельности Моргенштерна. Например, его основным инструментом продвижения называли эпатаж.

### Комментарии
1. ↑  При рождении и до 14 лет — Вале́ев. По словам Алишера, его нынешняя фамилия по документам — Моргенште́рн[1].